# A.S.C. St. Georgen
Amateur Sport Club St. Georgen  hay đơn giản là St. Georgen là một câu lạc bộ bóng đá Ý, có trụ sở tại phân khu St. Georgen của Bruneck, South Tyrol.

## Lịch sử
Câu lạc bộ được thành lập vào năm 1968.
Trong mùa giải 2010-11, đội được thăng hạng từ Eccellenza Trentino-Alto Adige / Südtirol lên Serie D.

## Màu sắc và huy hiệu
Màu của đội là trắng và đỏ.

## Đội hình hiện tại
Để xem các cầu thủ của đội hiện tại bấm vào đây.